# La Mascarade nuptiale
La Mascarade nuptiale est un tableau réalisé en 1788 par le peintre portugais José Conrado Roza, fils et élève de Domingo da Rosa auquel il succéda dans la charge de maître de dessin et de peinture des princes de la Maison royale et spécialement des princesses.

## Histoire
Acquis avec l'aide du fonds régional d'acquisition pour les musées (FRAM) de Poitou-Charentes par la ville de La Rochelle en 1985, il est exposé au musée du Nouveau Monde. Il est signé et daté en bas à droite « José C. Roza, pintou de natural, em 1788 ».
Nommée initialement Portrait des nains de la Reine Marie du Portugal, c'est l'une des œuvres les plus révélatrices des préjugés racistes de l'époque.
Lors de l'exposition inaugurale du musée en 1986, le tableau est présenté dans l’une des pièces les plus prestigieuses, l’alcôve de l’ancienne chambre à coucher des comtes de Fleuriau. Il fait l'objet d'une exposition spécifique du 7 octobre 2011 au 23 janvier 2012.

## Description
L'œuvre représente huit personnages dont trois sont juchés sur une sorte de calèche, quatre autres posant en pied au premier plan tandis que sur la gauche, un cinquième personnage vise de sa flèche une colombe perchée sur la branche d'un arbre.
La scène figurerait les noces de Dona Roza, la naine préférée de Marie Ire, reine de Portugal, avec Don Pedro. Chacune des huit personnes est identifiée par une notice en petits caractères écrite en portugais sur le tableau. Certains personnages étaient des curiosités à la cour, comme le « nègre pie » Siriaco, un noir dépigmenté ; ce n'est pas un nain, le personnage a une douzaine d'années au moment du portrait peint par Roza.

## Au cinéma
- Le tableau apparaît à plusieurs reprises dans Feu follet,  film du réalisateur franco-portugais João Pedro Rodrigues, sorti en 2022.